# شهرستان آق‌قایین
شهرستان آق‌قایین (به قزاقی: Аққайың ауданы، اققايىڭ اۋدانى) یک شهرستان در قزاقستان است که در استان قزاقستان شمالی واقع شده‌است.
نام آق‌غان از آق (سفید) + قایین (درخت توس، معادل قزاقی واژهٔ «غان» در ترکی آذربایجانی) ساخته شده‌است.

## خصوصیات
شهرستان آق‌قایین ۲۱٬۵۳۵ نفر جمعیت دارد.